# Milovan Beljin
Milovan Beljin (* 7. September 1936 in Novi Sad) war ein jugoslawischer Fußballspieler und -trainer. Bekannt wurde er, als er 1973 den Aufsteiger FC Augsburg beinahe direkt in die Bundesliga führte. In den 1970er Jahren trainierte er zudem mehrere Jahre den FSV Frankfurt in der 2. Bundesliga und in der Schweiz zu Anfang der 1980er Jahre den AC Bellinzona, den er zur Erstklassigkeit führte.

## Karriere
Als Spieler war Milovan Beljin Verteidiger beim jugoslawischen Erstligisten Vojvodina Novi Sad und später bei Austria Klagenfurt. Für Klagenfurt bestritt er in den Saisonen 1962/63 und 1965/66 3 Spiele, in denen er kein Tor schoss.
Unter Lehrgangsleiter Hennes Weisweiler absolvierte er im Jahre 1969 mit den Lehrgangskollegen Heinz Höher, Rudi Kröner und Hans-Hubert Vogts an der Sporthochschule Köln erfolgreich die Ausbildung zum Fußball-Lehrer.
In Deutschland begann er seine Trainerlaufbahn 1972 beim SSV Reutlingen in der damals zweitklassigen Regionalliga Süd, wo er als Nachfolger von Willibald Hahn verpflichtet worden war. Der Verein schloss die Saison als 17. ab und stieg damit ab.
Zur darauf folgenden Saison wurde er vom Aufsteiger zur Regionalliga Süd, dem FC Augsburg, verpflichtet. Die von ihm aus Reutlingen mitgebrachten Spieler Wolfgang Haug, Klaus Vöhringer und Torwart Hans Hauser stellten sich als wertvolle Verstärkungen heraus. Star der Mannschaft war jedoch der aus Italien heimgekehrte frühere Weltstar Helmut Haller, der trotz seiner 34 Jahre Dreh- und Angelpunkt der Mannschaft war.
Der FC Augsburg, der einen der ersten beiden Plätze der Liga erreichen musste, um sich für die ab 1974/75 beginnende neugeschaffene zweigleisige 2. Bundesliga zu qualifizieren, war die Sensationsmannschaft der Runde und wurde mit vier Punkten vor dem 1. FC Nürnberg Meister. Der Sturm erzielte dabei 79 Tore und der Augsburger Karl Obermeier wurde mit 25 Torschützenkönig der Liga. Zudem brach der FC Augsburg Zuschauerrekorde: das 1:1-Unentschieden am zweiten Spieltag beim TSV 1860 München im dortigen Olympiastadion zog nach Schätzungen bis zu 90.000, vielleicht sogar 100.000 Zuschauer an. Den 2:1-Sieg gegen den 1. FC Nürnberg im heimischen Rosenaustadion verfolgten 42.000 Zuseher. In der Aufstiegsrunde zur Bundesliga scheiterte der FC Augsburg aber knapp mit einem Punkt Rückstand hinter Tennis Borussia Berlin.
In der darauf folgenden Saison konnte der FC Augsburg nicht mehr an seine hervorragende Leistung anschließen und wurde nur 12. in der 2. Bundesliga Süd. Beljin wechselte daraufhin zum Zweitligaaufsteiger FSV Frankfurt.
Bei den Frankfurtern wurde er als Nachfolger von Ottmar Grob, der meinte „Im Hinblick auf die Mehrbelastung in der Zweiten Bundesliga ist es mit meinem beruflichen Engagement bei der Henniger-Brauerei und den sportlichen Zielen nicht vereinbar.“ Beljin stellte den Spielbetrieb auf semiprofessionell um und die Spieler mussten nun neben ihrem Beruf auch täglich zum Training erscheinen. Mit einem Etat von DM 700.000 war das Ziel für die Mannschaft um Leistungsträger wie Kapitän Horst Trimhold und Torwart Karlheinz Volz sowie dem Neuzugang Wolfgang Metzler, der 13 Saisontreffer erzielte, der Klassenerhalt.
Der FSV wurde schließlich 13. In der nächsten Saison wurde gar der siebte Platz erreicht. Zum Abschluss des Spieljahres 1977/78 war der FSV aber nurmehr mit einem Punkt über den Anstiegsrängen auf Rang 15. anzutreffen. Neben der Vereinslegende Trimhold verließ auch Beljin den FSV.
Milovan Beljin folgte einem Angebot des Bundesligaaufsteigers Arminia Bielefeld. Nach einer 1:3-Heimniederlage gegen Werder Bremen stand die Arminia nach dem siebten Spieltag mit nur einem Sieg und zwei Unentschieden auf dem vorletzten Platz. Das Verhältnis des Trainers zur Mannschaft galt als zerrüttet und er wurde durch Otto Rehhagel ersetzt – was aber am Wiederabstieg zum Ende der Saison nichts änderte.
Im April 1979 ersetzte er beim Freiburger FC in der Zweiten Bundesliga vom 32. Spieltag an bis zum Saisonende Norbert Wagner, der vom abstiegsgefährdeten KSV Baunatal abgeworben worden war. Die Freiburger beendeten die Saison als 13. im anonymen Mittelfeld.
Die nächsten vier Spielzeiten wirkte Beljin im Schweizer Tessin bei derAC Bellinzona. Ohne Niederlage führte er die Mannschaft sogleich in die erste Liga. Dort konnten sich die Tessiner die nächsten Jahre im unteren Tabellengeviert halten. 1984 musste der Schweizermeister von 1948 aber als Vorletzter wieder absteigen.
In der Saison 1985/86 arbeitete Beljin beim Schweizer Zweitligisten FC Chiasso, mit dem er Siebter wurde.
2007 wurde Milovan Beljin zusammen mit Rainer Hörgl zum Trainer des Jahrhunderts des FC Augsburg gewählt. Ihm wird der Spruch „alle Gegner sind gleich, nur die Trikots verschieden“ zugeschrieben.

## Statistische Karriereübersicht
Trainerstationen
- 1969–1971: Hapoel Petah Tikva
- 1972/73: SSV Reutlingen 05, Abstieg in dritte Liga
- 1973–1975: FC Augsburg, Zweitligameisterschaft
- 1975–1978: FSV Frankfurt
- 1978: Arminia Bielefeld
- 1979: Freiburger FC
- 1979–1984: AC Bellinzona, Auf- und Abstieg erste/zweite Liga
- 1985/86: FC Chiasso